# August (Anhalt-Plötzkau)
August von Anhalt-Plötzkau (* 14. Juli 1575 in Dessau; † 22. August 1653 in Plötzkau) aus dem Geschlecht der Askanier war Fürst von Anhalt-Plötzkau.

## Leben
August war ein Sohn des Fürsten Joachim Ernst von Anhalt (1536–1586) aus dessen zweiter Ehe mit Eleonore (1552–1618), Tochter des Herzogs Christoph von Württemberg. August erhielt eine fundierte Ausbildung, die er mit einer ausgiebigen Bildungsreise abschloss.
Bereits 1589 wurde eine Teilung des Landes Anhalt zwischen August und seinen Brüdern verhandelt. Als die Teilung 1603 Form annehmen sollte, verzichtete August auf Teilhabe und zeigte sich mit einer finanziellen Abfindung in Höhe von 300.000 Reichstalern zufrieden. Im Jahr 1606 teilten seine Brüder Anhalt, wobei Johann Georg Fürst von Anhalt-Dessau, Christian Fürst von Anhalt-Bernburg, Rudolf Fürst von Anhalt-Zerbst und Ludwig Fürst von Anhalt-Köthen wurde. Wegen Unregelmäßigkeiten bei der Art und Weise der Abfindung, trat Fürst Christian von Bernburg seinem Bruder 1611 das Amt Plötzkau erblich mit allen Rechten ab. Obwohl August nur über ein Amt herrschte, war er seinen Brüdern gegenüber rechtlich gleichgestellt. Mit der Abtretung Plötzkaus entstand damit 1611 ein fünftes Teilfürstentum.
Der Ausbruch des Dreißigjährigen Krieges 1618 traf das Anhalter Land schwer. Mit dem Tod seines Bruders Rudolfs von Anhalt-Zerbst 1621, übernahm August gemäß Testament die Vormundschaft für seinen Neffen Fürst Johann VI. und regierte bis zu dessen Regierungsantritt 1653 den Zerbster Anteil mit. Als auch sein jüngerer Bruder Ludwig im Jahr 1650 starb, kam ihm als Senior auch die Regentschaft für seinen Köthener Neffen Wilhelm Ludwig zu.
Seit dem Jahr 1630 war August Senior des Hauses und führte deshalb, wie hausgesetzlich festgelegt, die Gesamtangelegenheiten des anhaltischen Hauses. Mit dem Ausgang des Dreißigjährigen Krieges ging Anhalt zwar Ascherslebens verlustig, es blieb aber im Besitz des eingezogenen Stiftsgutes Gernrode. Die enorm angewachsenen Schulden wurden auf einem Landtag 1652 von den Landständen übernommen, dabei wurden Steuervereinbarungen reguliert und eine Verbesserung der Rechtspflege beschlossen.
Seit 1621 war August unter dem Namen „der Sieghafte“ Mitglied der Fruchtbringenden Gesellschaft seines Bruders Ludwig (Gründer dieser Gesellschaft).

## Ehe und Nachkommen
August heiratete am 25. Januar 1618 in Ansbach Sibylle (1590–1659), Tochter des Grafen Johann Georg zu Solms-Laubach, mit der er folgende Kinder hatte:
- Johanna (1618–1676), Dechantin in Quedlinburg
- Ernst Gottlieb (1620–1654), Fürst von Anhalt-Plötzkau
- Leberecht (1622–1669), Fürst von Anhalt-Köthen

⚭ 1655 Gräfin Sophie Eleonore zu Stolberg-Wernigerode (1628–1675)
- Dorothea (1623–1637)
- Ehrenpreis (1625–1626)
- Sophie (1627–1679)
- Elisabeth (1630–1692)
- Emanuel (1631–1670), Fürst von Anhalt-Köthen

⚭ 1670 Gräfin Anna Eleonore zu Stolberg-Wernigerode (1651–1690)